# Gulgumpad attila
Gulgumpad attila (Attila spadiceus) är en fågel i familjen tyranner inom ordningen tättingar.

## Utbrednong och systematik
Gulgumpad attila har ett mycket stort utbredningosmråde som sträcker sig från norra Mexiko söderut genom Centralamerika ner till sydöstra Brasilien. Den delas in i tolv underarter med följande utbredning:
- flammulatus-gruppen
  - Attila spadiceus pacificus – förekommer i kustnära nordvästra Mexiko (sydligaste Sonora till västra Oaxaca)
  - Attila spadiceus cozumelae – förekommer på ön Cozumel (utanför Yucatánhalvön i östra Mexiko)
  - Attila spadiceus gaumeri – förekommer på tropiska norra Yucatánhalvön, Holbox Island, Meco[särskiljning behövs] och Isla Mujeres
  - Attila spadiceus flammulatus – förekommer från tropiska sydöstra Mexiko (Veracruz) till El Salvador
  - Attila spadiceus salvadorensis – förekommer från tropiska El Salvador till nordvästra Nicaragua
  - Attila spadiceus citreopyga – förekommer från tropiska sydöstra Honduras och Nicaragua till västra Panama
  - Attila spadiceus parambae – förekommer i västra Colombia (Río Atrato till Nariño) och nordvästra Ecuador
  - Attila spadiceus sclateri – förekommer i tropiska östra Panama och nordvästra Colombia (övre Sinúdalen)
  - Attila spadiceus caniceps – förekommer i tropiska norra Colombia (mellersta Magdalenadalen och nedre Sinúdalen)
  - Attila spadiceus parvirostris – förekommer i Sierra Nevada de Santa Marta (nordöstra Colombia) och nordvästra Venezuela
- spadiceus/uropygiatus-gruppen
  - Attila spadiceus spadiceus – förekommer från östra Colombia till Guyana, nordöstra Peru, norra Bolivia, norra Brasilien; Trinidad
  - Attila spadiceus uropygiatus – förekommer i sydöstra Brasilien (Alagoas och Bahia till Rio de Janeiro)

## Status
Arten har ett mycket stort utbredningsområde och beståndet anses stabilt. Internationella naturvårdsunionen IUCN listar den därför som livskraftig (LC). Beståndet uppskattas till i storleksordningen 500 000 till fem miljoner vuxna individer.